# EveryDNS
EveryDNS.net是世界上最大的免费DNS管理服务之一，曾为超过135,000个域提供DNS服务十多年，截至2011年结束。

## 历史
EveryDNS由David Ulevitch于2001年6月创立。 2010年1月7日，EveryDNS被Dyn Inc.收购。 
EveryDNS的网站于2011年8月31日关闭，所有 EveryDNS 服务 （页面存档备份，存于）于2011年9月9日停用。从2011年8月31日之前的90天开始，现有用户有机会迁移到Dyn Inc.的同等服务。

## 服务
EveryDNS为不维护自己的域名服务或希望使用EveryDNS作为其现有实施的备份的网站管理员提供服务。 EveryDNS 还提供动态 DNS解析、 AXFR服务和 domain2web 重定向。 EveryDNS支持捐赠者的SPF TXT记录。

## 备份服务
由于域名服务器存在分布式拒绝服务攻击的危险，许多公司将其域名服务管理外包给Akamai等公司。 EveryDNS 允许网站管理员免费使用他们的服务器进行地理分布的 DNS 服务。

## 后端
EveryDNS 在Daniel J. Bernstein的TinyDNS的实现上运行。 EveryDNS 使用MySQL和Perl来管理 TinyDNS 的哈希表。 PHP用于呈现用户界面，信息来自MySQL后端数据库。

## Wikileaks.org 争议
2010 年 12 月 2 日，EveryDNS 将维基解密从其条目中删除，理由是DDoS攻击“威胁到其基础设施的稳定性”。   Everydns.com 发表了以下公开声明：
首先要明确，这是一个很难处理的问题，各方都有意见。其次，全球最大的免费托管 DNS 提供商 EveryDNS.net 不对 wikileaks.org 或 wikileaks.ch 网站上托管的内容采取立场，它遵循既定政策，以免将任何 EveryDNS.net 用户的利益高于一切。最后，无论人们对 EveryDNS.net 的行为有何评论，我们都知道这是真的 - 我们相信我们新罕布什尔州的座右铭：生死攸关。
. . .在美国东部时间 2010 年 12 月 1 日星期三晚上 10 点，一封 24 小时终止通知电子邮件已发送到与 wikileaks.org 帐户关联的电子邮件地址。除了这封电子邮件之外，通知还通过 Twitter 和通过 wikileaks.org 网站提供的聊天功能发送给维基解密。
wikileaks.org 网站的任何宕机都是由于其未能在事先通知的情况下使用其他 DNS 解决方案而导致的。
昨天，根据 EveryDNS.net 可接受的使用政策，主要 DNS 托管域被禁用。今天，同样根据 EveryDNS.net 可接受的使用政策，二级 DNS 托管域（包括 wikileaks.ch）被禁用。
EveryDNS.net 不对 wikileaks.org 或 wikileaks.ch 网站上托管的内容采取立场，它遵循既定政策。任何一个 EveryDNS.net 用户都无权在昨天、今天或明天将成千上万其他网站所依赖的服务置于风险之中。 